# 212 (Lied)
212 (sprich: Two-One-Two) ist ein Hip-House-Song der US-amerikanischen Rapperin Azealia Banks. Es erschien am 6. Dezember 2011 als Download und ist auf ihrer ersten EP 1991 (2012) enthalten. Außerdem ist das Lied Teil ihres Debütalbums Broke with Expensive Taste (2014).

## Hintergrund
212 ist ein Hip-House-Song mit Rap-Elementen. Der Backing Track des Songs ist der Titel Float My Boat von Lazy Jay, auf welchen Banks rappt und singt. Der Titel ist nach dem Area Code der Telefonvorwahl Harlems (New York) benannt, dem Manhattaner Stadtviertel, in dem Banks aufwuchs.
212 besitzt keinen Refrain im klassischen Sinne und folgt damit nicht dem gängigen Aufbau eines Popsongs, das in der Form Strophe–Refrain–Strophe–Refrain–Bridge–Refrain angelegt ist. Das Lied beginnt mit zwei Strophen, gefolgt von einer Bridge, der Hookline, einer dritten Strophe, auf die noch einmal die Hookline folgt.
Der Text zeichnet sich durch den Gebrauch vieler vulgärer Wörter, z. B. „cunt“, „nigga“ oder „fuck“, aus. Banks spielt unter anderem auf Cunnilingus an (Now she wanna lick my plum in the evening, I guess that cunt getting eaten.), spricht die Vergänglichkeit von Ruhm an (You got a lot, but you just waste all yours and they’ll forget your name soon and won’t nobody be to blame but yourself.) und prahlt mit ihrem Können und Sexappeal. In der Hookline des Lieds kündigt sie an, alle andere in den Schatten zu stellen (wortwörtlich ihre Leben im Rampenlicht zu beenden), sobald sie ihre Musik der Öffentlichkeit zugänglich macht (When I premiere, bitches the end of your lives are near.)

## Kritikerstimmen
Die Kritiken zu 212 fielen positiv aus, Kritiker lobten vor allem Banks’ Rapfähigkeiten. Das deutsche MP3-Musikmagazin Tonspion ernannte das Lied zur MP3 des Jahres 2012 und schrieb weiterhin: „Bisher blieb die wortgewaltige Rapperin zwar ihr lange ersehntes Debütalbum schuldig, aber mit ihrem im Netz veröffentlichten Track hat sie sich selbst die Latte sehr hoch gelegt.“ Der Guardian gab dem Lied eine sehr positive Kritik und Rezensent Michael Cragg nannte das Lied „startling three and a half minutes of attitude“ [aufsehenerregende dreieinhalb Minuten voller Attitüde]. Auch Carrie Battan, die das Lied für Pitchfork bewertete, lobte es und schrieb: „Banks delivers solid, straightforward flows, […] top-shelf singing […] and a smug talk-rap cadence that shuts down potential adversaries.“ (Banks liefert solide, schnörkellose Flows, […] Gesang der Oberklasse […] und einen selbstgefälligen Sprachrhythmus, der keinen Platz für Konkurrenz lässt.) Sie zeigte sich überrascht von Banks’ „unpredictable vocal range“.
212 tauchte bei verschiedenen Musikmedien in der Jahresbestenliste auf. Die folgende Übersicht zeigt die wichtigsten Ranglisten sowie die dortige Platzierung des Lieds:
| Herausgeber         | Platz |
| ------------------- | ----- |
| Guardian            | 2     |
| Pitchfork           | 9     |
| New Musical Express | 18    |

## Musikvideo
Ein zugehöriges Musikvideo wurde am 12. September 2011 veröffentlicht. Das in schwarz-weiß gehaltene Video wurde von Vincent Tsang gedreht und zeigt Banks tanzend vor einer Ziegelwand sowie Nahaufnahmen ihres Gesicht während sie rappt und singt. Außerdem sind im Video die kanadischen Künstler Lunice und Jacques Greene zu sehen. Mittlerweile wurde das Video mehr als 219 Millionen Mal auf der Videoplattform YouTube angeklickt.

## Kommerzieller Erfolg

### Chartplatzierungen
| ChartsChartplatzierungen     | Höchstplatzierung | Wochen |
| ---------------------------- | ----------------- | ------ |
| Vereinigtes Königreich (OCC) | 12 (40 Wo.)       | 40     |

### Auszeichnungen für Musikverkäufe
| Land/Region                  | Auszeichnungen für Musikverkäufe (Land/Region, Auszeichnung, Verkäufe) | Verkäufe  |
| ---------------------------- | ---------------------------------------------------------------------- | --------- |
| Neuseeland (RMNZ)            | 2× Platin                                                              | 60.000    |
| Vereinigtes Königreich (BPI) | 2× Platin                                                              | 1.200.000 |
| Insgesamt                    | 4× Platin ·                                                            | 1.260.000 |